# Jørgen Strand Larsen
Jørgen Strand Larsen (* 6. Februar 2000 in Halden) ist ein norwegischer Fußballspieler, der beim englischen Erstligisten Wolverhampton Wanderers unter Vertrag steht. Der Stürmer ist seit Oktober 2020 norwegischer Nationalspieler.

## Karriere

### Verein
Der im südnorwegischen Halden geborene Jørgen Strand Larsen begann seine fußballerische Ausbildung beim Kvik Halden FK. Im Jahr 2015 wechselte er in die Jugendabteilung des Sarpsborg 08 FF, wo der Stürmer im Verlauf des Spieljahres 2017 in die erste Mannschaft befördert wurde. Am 26. April 2017 gab er beim 10:1-Pokalsieg gegen den Drøbak-Frogn IL sein Pflichtspieldebüt und erzielte in dieser Partie einen Hattrick. In seinem ersten halben Jahr kam er auf fünf weitere Einsätze, in denen er jedoch ohne weiteren Torerfolg blieb.
Am 28. August 2018 wechselte Strand Larsen für die Saison 2017/18 zu der AC Mailand, wo er der U19-Mannschaft zugewiesen wurde. Dort schaffte er es trotz regelmäßiger Einsatzzeit jedoch nicht vollständig zu überzeugen, weshalb er schließlich nicht auf permanenter Basis nach Italien transferiert wurde und nach Norwegen zurückkehren musste.
Bei Sarpsborg bestritt er in der verbleibenden Spielzeit 2018 sieben Ligaspiele. In der nächsten Saison 2019 war er bereits als Stürmer gesetzt. Am 14. April 2019 (3. Spieltag) gelang ihm beim 1:0-Heimsieg gegen den Lillestrøm SK sein erstes Tor in der höchsten norwegischen Spielklasse. Das Spieljahr schloss er mit vier Treffern und drei Vorlagen in 23 Ligaeinsätzen ab. Bis zu seinem Wechsel im September 2020 stand er im darauffolgenden Spieljahr 2020 bei zwei Toren und fünf Assists, welche er in 16 Ligaeinsätzen sammeln konnte.
Am 9. September 2020 wechselte er zum niederländischen Ehrendivisionär FC Groningen, bei dem er mit einem Vierjahresvertrag ausgestattet wurde. In der folgenden Zeit konnte er sich in dem Verein als Stammspieler durchsetzen. Bereits in seinem Ligadebüt am 13. September 2020 bei der 1:3-Heimniederlage gegen die PSV Eindhoven konnte er das einzige Tor seiner Mannschaft vorbereiten. Seine ersten beiden Treffer gelangen ihm am 25. Oktober (6. Spieltag) beim 3:1-Auswärtssieg gegen Fortuna Sittard. Bis zum Ende seiner ersten Saison 2020/21 wurde er mit neun erzielten Toren in 30 Einsätzen der beste Torschütze seiner Mannschaft. In der folgenden Saison konnte er dies steigern und erzielte 14 Tore in 32 Spielen.
Nachdem er im Sommer 2022 die ersten vier Spiele der Saison 2022/23 noch für Groningen bestritten hatte, verließ Strand Larsen den Verein am Ende der Transferperiode am 31. August und schloss sich dem spanischen Erstligisten Celta Vigo an. Die dabei von Celta Vigo bezahlte Ablösesumme von 11 Millionen Euro war für Groningen die höchste bis dahin erhaltene Ablösesumme der Vereinsgeschichte. Im Juli 2024 wurde er zu den Wolverhampton Wanderers ausgeliehen. Nach einer erfolgreichen Saison mit wettbewerbsübergreifend 38 Einsätzen und 14 Toren aktivierte sich die Kaufoption für Strand Larsen, wodurch dieser für vier Jahre fest verpflichtet wurde.

### Nationalmannschaft
Mit der norwegischen U17-Nationalmannschaft nahm Strand Larsen an der U17-Europameisterschaft 2017 in Kroatien teil, bei der er in allen drei Gruppenspiel zum Einsatz kam und einen Torerfolg verbuchen konnte. Zwei Jahre später spielte er mit der U19 bei der U19-Europameisterschaft 2019 in Portugal, bei der er ebenfalls alle drei Partien in der Vorrunde absolvierte.
Am 18. November 2020 debütierte er beim 1:1-Unentschieden gegen Österreich in der UEFA Nations League für die A-Nationalmannschaft.